# Parmelia niitakana
Parmelia niitakana är en lavart som beskrevs av Asahina. Parmelia niitakana ingår i släktet Parmelia och familjen Parmeliaceae.   Inga underarter finns listade i Catalogue of Life.